# ونو
ونو (به لاتین: Vanov) یک ناحیه در جمهوری چک است که در Jihlava District واقع شده‌است.

## خصوصیات
ونو ۴٫۲۶ کیلومترمربع مساحت و ۹۷ نفر جمعیت دارد و ۵۸۷ متر بالاتر از سطح دریا واقع شده‌است.